# Cape Sangachal
Cape Sangachal är en udde i Azerbajdzjan.   Den ligger i distriktet Baku, i den östra delen av landet, 40 km sydväst om huvudstaden Baku.
Terrängen inåt land är huvudsakligen platt, men västerut är den kuperad. Närmaste större samhälle är Qobustan, 7,7 km väster om Cape Sangachal.